# Federación Cinológica Internacional

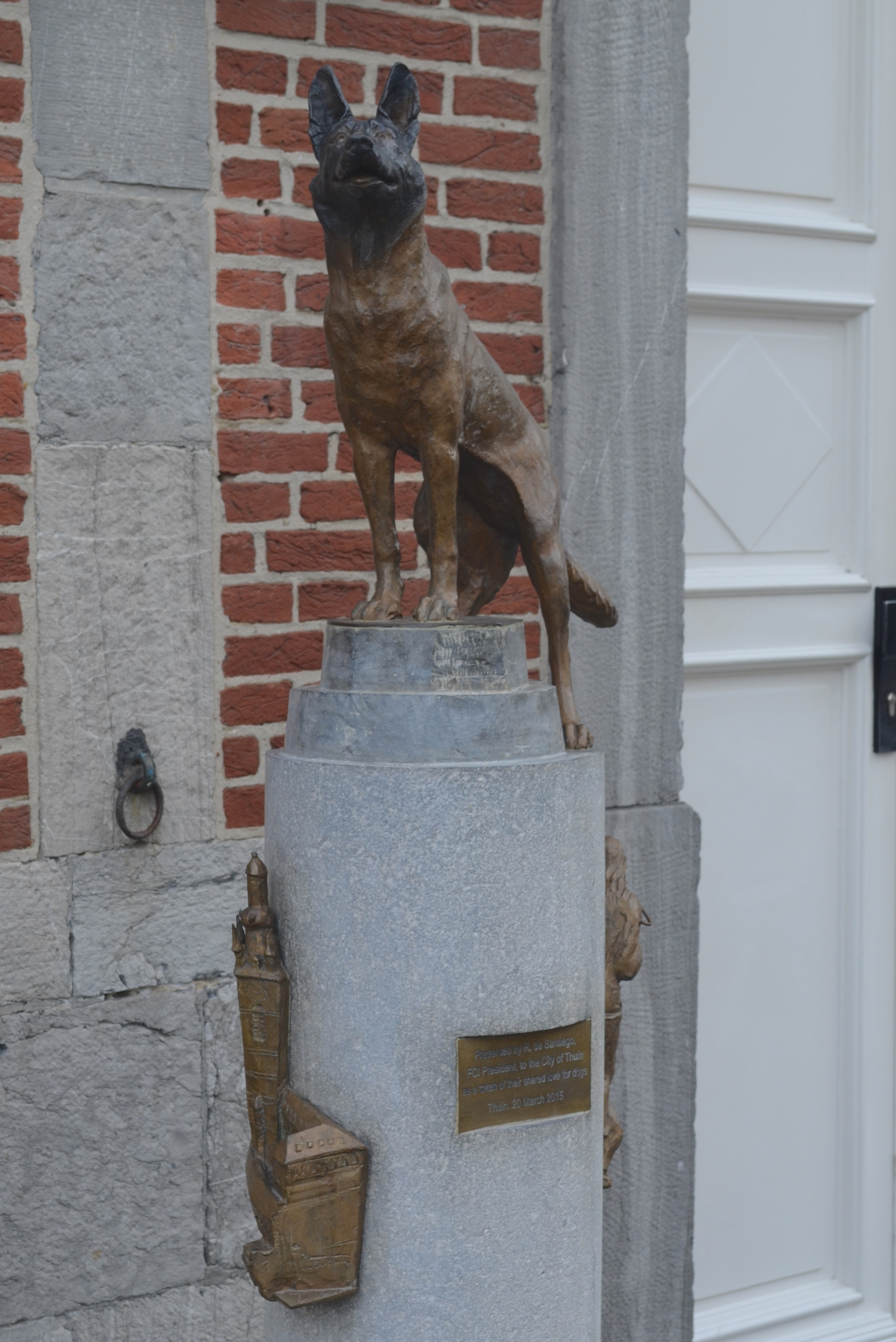
Monumento frente a la casa de la Federación Cinológica Internacional. Thuin, Bélgica

La Federación Cinológica Internacional (en francés: Fédération Cynologique Internationale) es la federación internacional de Kennel Clubes más grande del mundo. Se encarga de regir y fomentar la cinología (o canofilia), así como las normas de cría de perros. Consta de noventa y cinco países miembros con sus propios pedigrís que forman a sus jueces. Cada país dicta las normas de las razas oriundas del mismo, las cuales son avaladas por la FCI. Tiene su sede en Thuin, Bélgica. 
La Fédération Cynologique Internationale fue creada el 22 de mayo de 1911 con el objetivo de fomentar y proteger la cinología y los perros de pura raza por todos los medios que encuentra deseables.

## Países Fundadores
Los países fundadores de la FCI son:
- Alemania (Kartell für das Deutsche Hundewesen en und Die Delegierten Kommission)
- Austria (Osterreichischer Kynologenverband)
- Bélgica (Société Royale Saint-Hubert)
- Francia (Société Centrale Canine de France)
- Países Bajos (Raad van Beheer op Kynologisch Gebied in Nederland)

La Primera Guerra Mundial puso fin a esta Federación y fue en 1921 cuando la Société Centrale Canine de France y la Société Royale Saint-Hubert decidieron volver a crear la F.C.I. Sus estatutos fueron aprobados el 10 de abril de 1921 y el 5 de marzo de 1968, la FCI consiguió personalidad jurídica.

## Estructura
Asamblea General, Comité Ejecutivo - Comité General, Comisiones Obligatorias (de estándares, científica, jurídica), Comisiones Facultativas 

## Objetivos
La FCI garantiza el reconocimiento mutuo de los jueces y pedigrees dentro de sus países miembros.
La FCI reconoce 349 razas y cada una es 'propiedad' de un país específico. Los países 'propietarios' de dichas razas establecen el estándar de raza (descripción detallada del tipo ideal de la raza) - en colaboración con las Comisiones de Estándares y Científica de la FCI - cuya traducción y actualización está efectuada por la FCI. Estos estándares son la referencia en la cual se basan todos los jueces al examinar los perros durante las exposiciones llevadas a cabo en los países miembros de la FCI.
Cada país miembro lleva a cabo exposiciones internacionales de belleza así como también concursos internacionales de trabajo. Se mandan los resultados de dichas competiciones al Secretariado de la FCI donde están entrados en la computadora. Al conseguir un perro un número determinado de recompensas, puede lograr el título de Campeón Internacional de Belleza o de Trabajo. La FCI es la que homóloga estos títulos.
Además, cada criador puede solicitar, vía su organización canina nacional y la FCI, la protección a nivel internacional de su afijo (nombre de su crianza).

## Actividades principales de la FCI
- Otorgar y homologar títulos de Campeón Internacional de Belleza, de Trabajo, de Obediencia, de Carreras y de Agilidad.
- Actualizar y traducir los estándares de raza en cuatro idiomas (francés, inglés, alemán y castellano)
- Mantener la base de datos de jueces reconocidos internacionalmente para otorgar el C.A.C.I.B. (Certificado de Aptitud de Campeón Internacional de Belleza)
- Traducir y actualizar los reglamentos internacionales.
- Publicar el calendario anual de exposiciones internacionales.

La Fédération Cynologique Internationale no expide ningún pedigrí ni tiene archivada ninguna lista de criadores de razas, éstas pueden conseguirse en las sociedades caninas nacionales reconocidas por la FCI.
La FCI no comparte estándares con la American Kennel Club.

## Clasificación de las razas caninas
| Grupo I - Perros de pastor y perros boyeros (excepto perros boyeros suizos)                     | - Sección 1: Perros de pastor - Sección 2: Perros Boyeros (excepto boyeros suizos) |
| Grupo II - Perros tipo pinscher y schnauzer - Molosoides - Perros tipo montaña y boyeros suizos | - Sección 1: Tipo Pinscher y schnauzer - Sección 2: Molosoides - Sección 3: Perros tipo montaña y boyeros suizos - Sección 4: Otras razas (no hay ninguna raza incluida) |
| Grupo III - Terriers                                                                            | - Sección 1: Terriers de talla grande y media - Sección 2: Terriers de talla pequeña - Sección 3: Terriers de tipo bull - Sección 4: Terriers de compañía |
| Grupo IV - Teckels                                                                              | - Sección 1 : Teckels |
| Grupo V - Perros tipo spitz y tipo primitivo                                                    | - Sección 1: Perros nórdicos de trineo - Sección 2: Perros nórdicos de cacería - Sección 3: Perros nórdicos de guardia y pastoreo - Sección 4: Spitz europeos - Sección 5: Spitz asiáticos y razas semejantes - Sección 6: Tipo primitivo - Sección 7: Tipo primitivo - Perros de caza |
| Grupo VI - Perros tipo sabueso, perros de rastro y razas semejantes                             | - Sección 1: Perros tipo sabueso - Sección 2: Perros de rastro - Sección 3: Razas semejantes |
| Grupo VII - Perros de muestra                                                                   | - Sección 1: Perros de muestra continentales - Sección 2: Perros de muestra ingleses e irlandeses |
| Grupo VIII - Perros cobradores de caza - Perros levantadores de caza - Perros de agua           | - Sección 1: Perros cobradores de caza - Sección 2: Perros levantadores de caza - Sección 3: Perros de agua |
| Grupo IX - Perros de compañía                                                                   | - Sección 1: Bichons y razas semejantes - Sección 2: Caniche - Sección 3: Perros belgas de talla pequeña - Sección 4: Perros sin pelo - Sección 5: Perros tibetanos - Sección 6: Chihuahueño - Sección 7: Spaniel ingleses de compañía - Sección 8: Spaniels japoneses y pekineses - Sección 9: Spaniel continental enano de compañía - Sección 10: Kromfohrländer - Sección 11: Molosoides de talla pequeña |
| Grupo X - Lebreles                                                                              | - Sección 1: Lebreles de pelo largo u ondulado - Sección 2: Lebreles de pelo duro - Sección 3: Lebreles de pelo corto |